# Mund-Nasen-Schutz

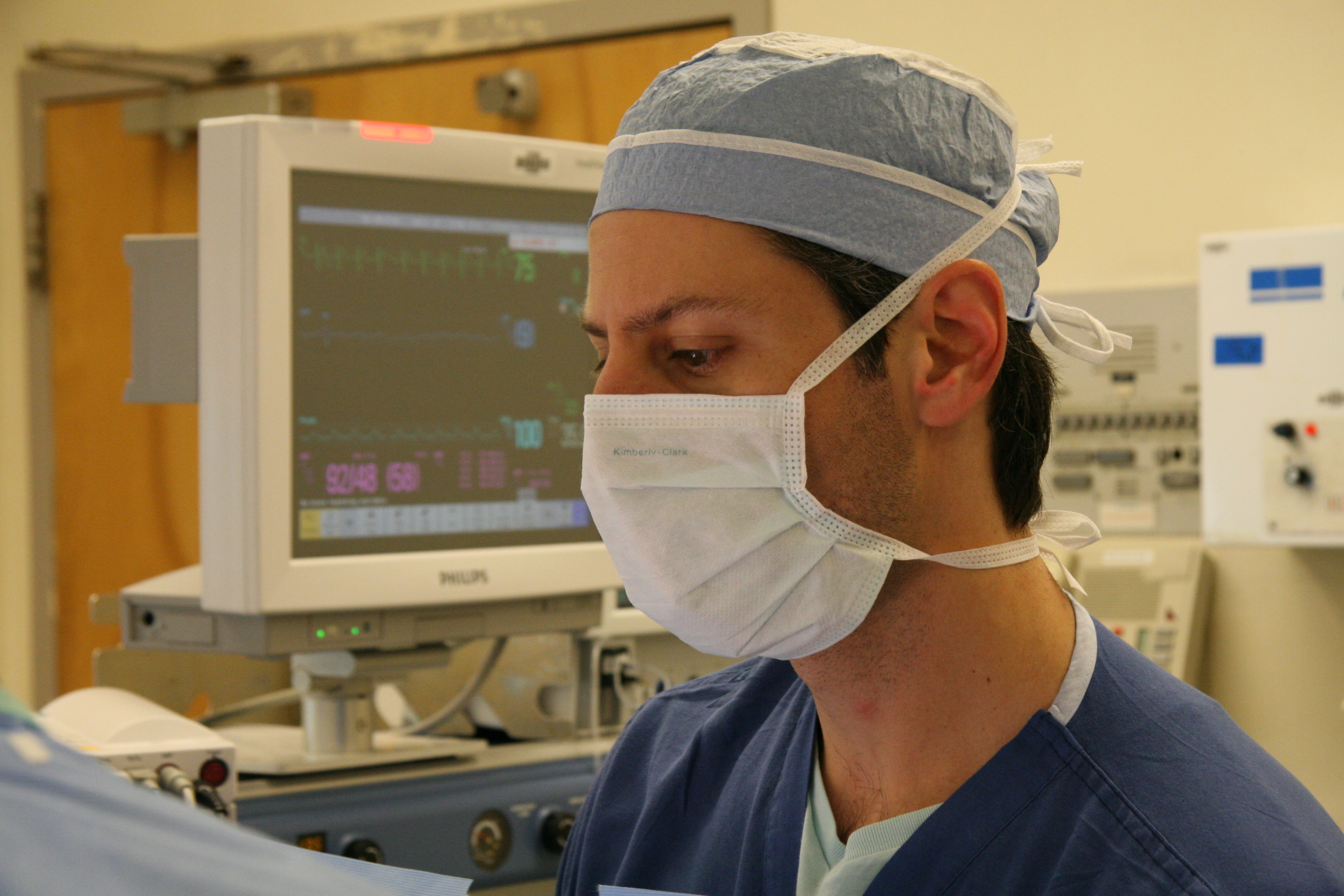
Mund-Nasen-Schutz mit Bindebändern

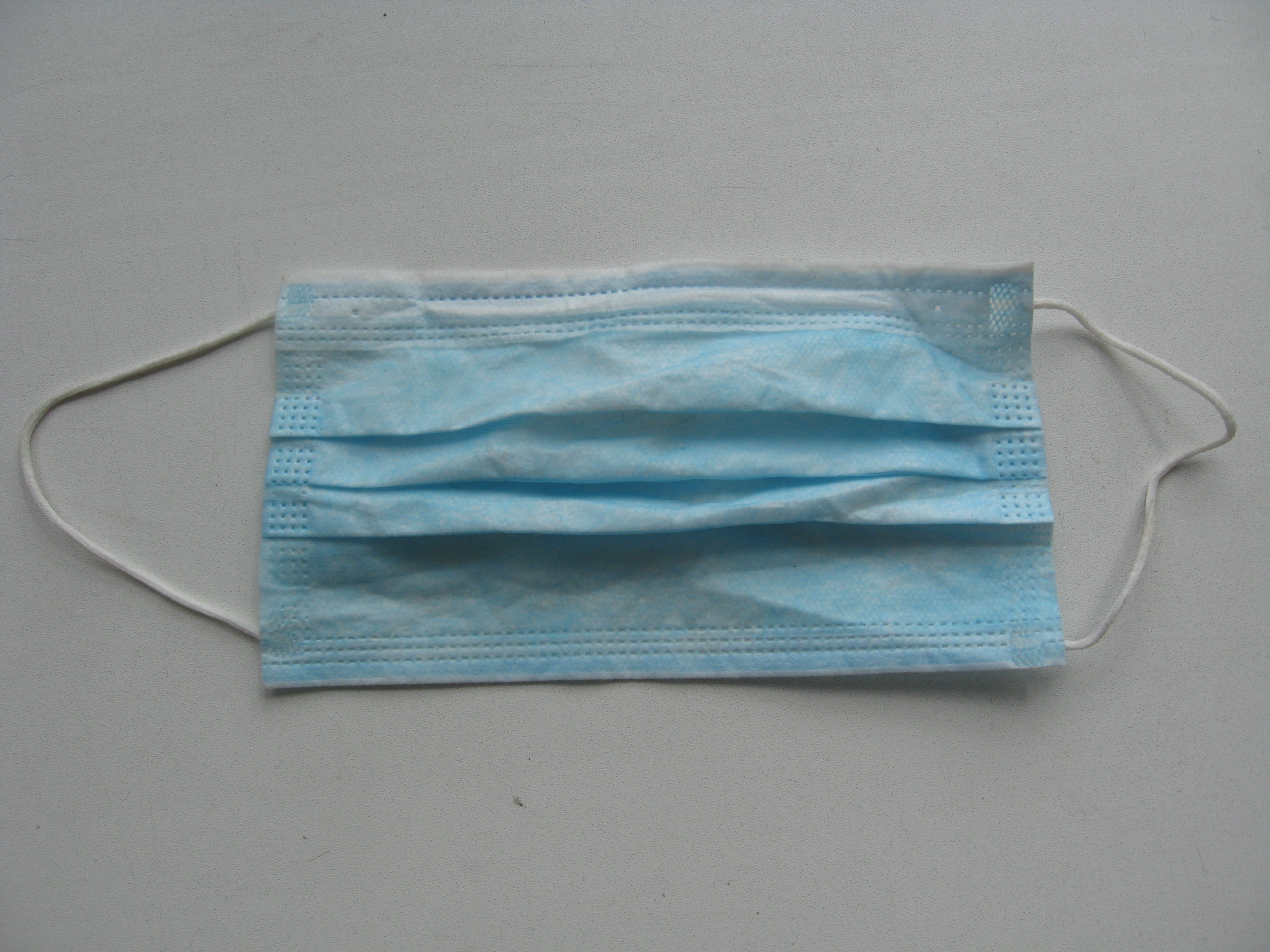
Mund-Nasen-Schutz mit elastischen Fixierbändern

Der medizinische Mund-Nasen-Schutz (MNS, weitere Bezeichnungen: OP-Maske, medizinische Mund-Nasen-Maske, chirurgische Maske, medizinische Gesichtsmaske oder Hygienemaske) ist ein genormtes Medizinprodukt mit dem Zweck, die Übertragung von Krankheitserregern durch Sekrettröpfchen (Tröpfcheninfektion) zu reduzieren. Er muss unterschiedliche Anforderungen an die bakterielle Filterleistung, den Differenzdruck und die Keimbelastung im ungenutzten Zustand erfüllen. Seine standardisierte Qualität unterscheidet ihn von behelfsmäßigen, sogenannten Alltagsmasken („Mund-Nasen-Bedeckungen“).
Der MNS ist eine medizinische Gesichts-Halbmaske, die mit Binde- oder Gummibändern am Hinterkopf oder hinter den Ohren fixiert wird. Sie besteht in der Regel aus drei Lagen Vliesstoff, von denen die mittlere mit ihren besonders feinen Fasern Krankheitserreger tragende Tröpfchen aufnimmt. Mit einem integrierten flexiblen Metallbügel in der Mitte des oberen Randes wird die Halbmaske an den Nasenrücken angepasst, um das Gesichtsfeld frei zu halten und den Atemluft-Ein- und -Austritt nach oben zu minimieren.
Ein dicht am Gesicht des Trägers anliegender MNS filtert sowohl die eingeatmete als auch die ausgeatmete Luft. Das Filtern der ausgeatmeten Luft reduziert die Emission von Krankheitserregern (Fremdschutz); das Filtern der eingeatmeten Luft reduziert deren Immission (Eigenschutz). Eine im Juni 2020 in The Lancet publizierte Metaanalyse kommt zu dem Ergebnis, dass der Eigenschutz durch Tragen eines Mund-Nasen-Schutzes hoch ist und die Infektionsrate des Maskenträgers um 80 % reduziert wird. Je lockerer aber der MNS am Gesicht des Trägers anliegt, desto größer ist der Anteil der Atemluft, der beim Atmen am MNS vorbeiströmt.
Der MNS ist Bestandteil persönlicher Schutzausrüstung (PSA). In einigen asiatischen Ländern ist darüber hinaus das Tragen von Hygienemasken in der Öffentlichkeit seit längerem üblich, um der Verbreitung von Infektionskrankheiten vorzubeugen. Durch die COVID-19-Pandemie hat sich diese Praxis weltweit ausgebreitet.
Im Artikel Schutzmaske findet sich ein vergleichender Überblick über verschiedene Infektionsschutzmasken.

## Einteilung
Als Medizinprodukt der Risikoklasse I gemäß der Verordnung (EU) 2017/745 über Medizinprodukte muss ein Mund-Nasen-Schutz (MNS) in der Europäischen Union die Europäische Norm EN 14683:2019-6 erfüllen und zudem eine CE-Kennzeichnung aufweisen. Nach der Norm muss ein MNS bestimmten Anforderungen in Bezug auf mikrobiologische Reinheit, Biokompatibilität, bakterieller Filterleistung und Luftdurchlässigkeit des Maskentuches genügen.

### Unterscheidung von mangelhaften Produkten
Um den MNS von mangelhaften Masken unterscheiden zu können, ist sie bzw. die Verpackung vor dem Einsatz auf vollständige Kennzeichnung hin zu überprüfen. Dazu zählen neben der richtlinienkonformen CE-Kennzeichnung die Produktbezeichnung, die für das Herkunftsland geltende Norm, eine Gebrauchsanweisung in deutscher Sprache, Hersteller-Anschrift oder Homepage und die Angabe des Masken-Typs. Für Produkte aus dem Ausland muss eine Konformitätserklärung beiliegen.

### Typen
Der Norm entsprechend wird ein MNS abhängig von seiner Filtrationswirkung in verschiedene Typen eingeteilt (I, II und IIR); Typ IIR entspricht dabei dem Typ II mit zusätzlichen Anforderungen an die Flüssigkeitsresistenz.
Masken des Typs I weisen eine bakterielle Filterleistung (BFE) von mindestens 95 %, Typ II und II R mindestens 98 % auf. Der Atemwiderstand muss bei den Masken Typ I und II weniger als 40 Pa/cm², bei Typ IIR weniger als 60 Pa/cm² betragen. Masken des flüssigkeitsresistenten Typs IIR müssen einem Spritzdruck von mindestens 16 kPa widerstehen. Damit die Masken keine mikrobielle Gefahr für den Träger oder den Patienten darstellen, wurde ein Grenzwert für die Keimbelastung des noch unbenutzten Produkts für alle Typen auf höchstens 30 KBE/g festgelegt.
Daneben gibt es auch die US-amerikanische Spezifikation nach ASTM F2101. Auch diese Norm unterteilt den Mund-Nasen-Schutz in drei Klassen (Level 1 bis Level 3). Die Anforderungen an die bakterielle Filterleistung sind identisch zur Europäischen Norm (95 % für Level 1, 98 % für Level 2 und 3); zusätzlich müssen die Masken nach ASTM F2101 auch 0,1 µm große Synthetikpartikel mit jeweils derselben Leistung abscheiden. Die Anforderungen an den Atemwiderstand sind bei der US-amerikanischen Norm gegenüber der Europäischen Norm weniger streng; dafür müssen die Masken nach ASTM F2101 schwer entflammbar sein (Flammschutzklasse 1).
Masken nach DIN EN 14683, ASTM F2101 oder äquivalenten Spezifikationen werden von der Weltgesundheitsorganisation als medizinische Masken bezeichnet.
Hingegen werden unter dem Begriff medizinische Maske im Beschluss der Bundeskanzlerin und der Länderregierungschefs „sogenannte OP-Masken“ und „Masken der Standards KN95/N95 oder FFP2“ zusammengefasst.

## Herstellung
Professionelle Mund-Nasen-Schutzmasken bestehen typischerweise aus Vliesstoff. Sie sind in der Regel dreilagig als SMS-Laminate ausgeführt. Dies bedeutet, dass es sich bei den beiden außenliegenden Vlieslagen um Spunbond-Materialien handelt und bei der dazwischen liegenden Lage um ein Vlies, das im Meltblown-Verfahren hergestellt worden ist. Die Vliesstoffe werden in einem vorgelagerten Prozess hergestellt. Die innenliegende Meltblown-Vlieslage besteht aus extrem kleinen wirrgelegten Fasern, die der Maske die geforderte Abscheideleistung verleihen (siehe Abschnitt Einteilung).
Die Fertigung von Mund-Nasen-Schutzmasken geschieht auf halb- bis vollautomatischen Produktionsmaschinen. Hierzu werden zuerst die drei Lagen Vliesstoff sowie ein Draht, der als Nasenklammer dient, zugeführt, wobei das Vlies mittig meist dreimal gefaltet wird. Dies ermöglicht bei der Nutzung der Mund-Nasen-Maske eine Vergrößerung der Maske entlang der Körperachse, wodurch die Maske über das Kinn des Trägers gezogen werden kann. Über eine Verschweißung (meist per Ultraschallverschweißung) werden die Vlieslagen fest miteinander verbunden und die Nasenklammer in die Vlieslagen eingebunden. Schließlich wird das Vlies in regelmäßigen Abständen geschnitten, wodurch die einzelnen Masken entstehen. Im letzten Schritt werden Ohr- oder Kopfbänder angebracht, häufig ebenfalls per Ultraschallverschweißung, wobei auch andere Fügeverfahren wie Kleben zum Einsatz kommen können.
Bis Anfang 2020 wurden Mund-Nasen-Schutzmasken nahezu ausschließlich im asiatischen Raum hergestellt; auch das notwendige Meltblown-Vlies war im europäischen Raum ein Nischenprodukt. In Deutschland gab es bis März 2020 überhaupt keine Fertigungsstätte von MNS, die als Medizinprodukt zertifiziert waren. Auch in den Vereinigten Staaten gab es keine solche Produktion. Mit Ausbreitung der COVID-19-Pandemie in Deutschland und dem einhergehenden Materialengpass beauftragte die deutsche Bundesregierung insgesamt 50 Unternehmen in Deutschland mit dem Aufbau von entsprechenden Produktionsanlagen, sicherte Subventionen zu und garantierte die Abnahme der Produkte bis mindestens Ende des Jahres 2021. Ziel sei die Ausbringung von deutschlandweit 40 Millionen OP-Masken pro Woche ab August 2020. Laut einer Umfrage waren Ende April 2020 bereits über 40 Prozent der deutschen Textil- und Modehersteller in die Produktion von Mund-Nasen-Schutzmasken und weiterer Schutzausrüstung eingestiegen. Im Mai 2020 wurde allerdings berichtet, dass viele dieser Unternehmen an der Zulassung der Masken scheiterten, insbesondere an den Anforderungen zum Erhalt der CE-Kennzeichnung.

## Wirksamkeit

### Funktionsweise

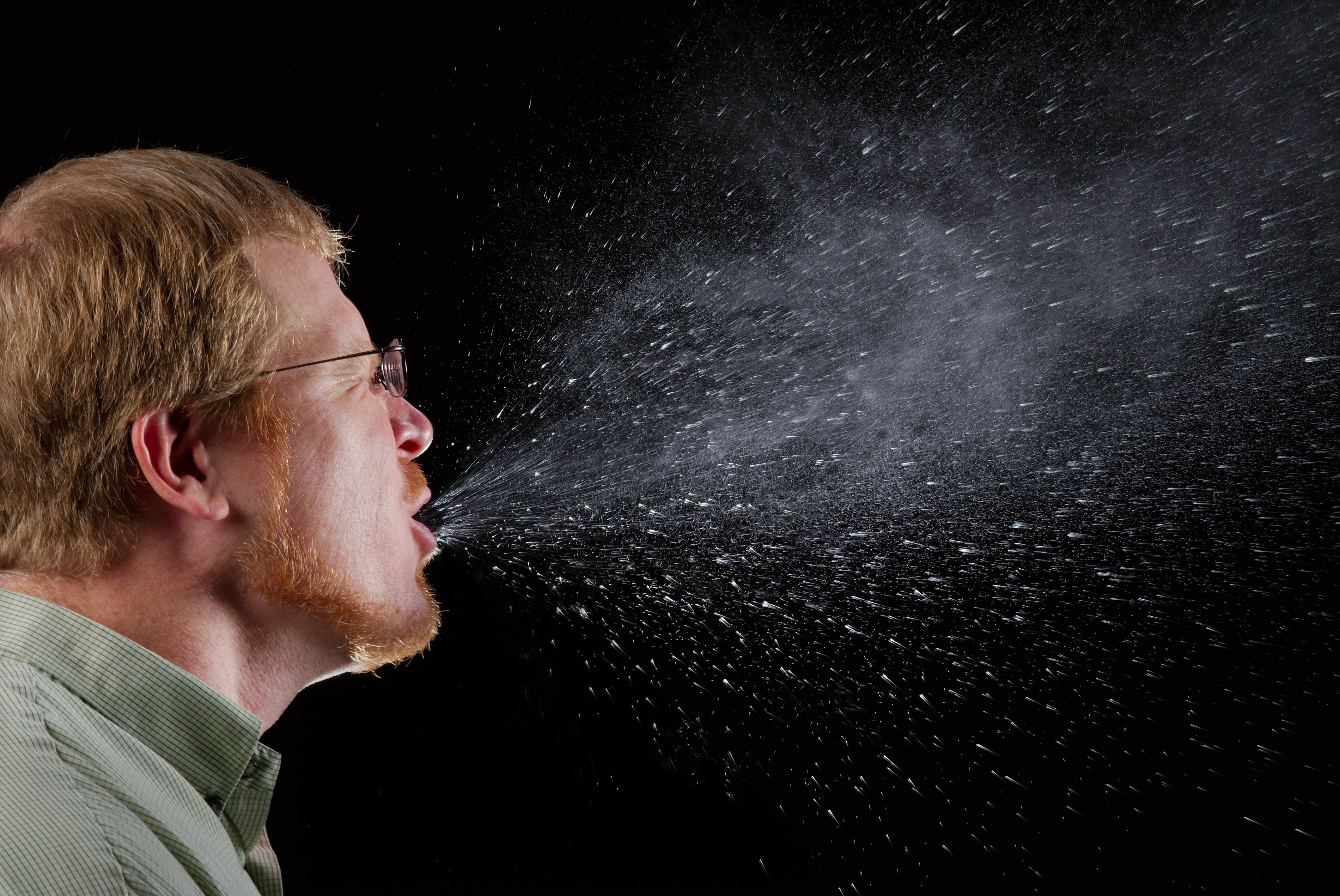
Effekt des Niesens (mit gleichzeitigem Ausstoß von Speichel aus dem Mund) ohne Mundschutz

Bei einer Tröpfcheninfektion gelangen Flüssigkeitspartikel, die eine infizierte Person vor allem beim Sprechen, Husten oder Niesen ausstößt, an die Schleimhäute oder in die Atemwege einer anderen Person. Das Tragen eines dicht anliegenden, mehrlagigen und nicht durchfeuchteten Mund-Nasen-Schutzes kann die Wahrscheinlichkeit einer Tröpfcheninfektion reduzieren, insbesondere dann, wenn die infizierte Person einen MNS trägt, so dass der größte Teil der infektiösen Flüssigkeitspartikel „an der Quelle“ abgefangen wird und in der Maske hängen bleibt. Der Mund-Nasen-Schutz dient in erster Linie dem Fremdschutz und weniger dem Eigenschutz des Trägers.
Die Materialien des Mund-Nasen-Schutzes können nur einen Teil der Bioaerosole aus der direkten Ausatemluft des Trägers und daran gebundene Partikel in den Tröpfchen filtern und dies auch nur, solange das Vlies noch ausreichend trocken ist.
Die Selbstschutzwirkung von Mund-Nasen-Masken ist zwar geringer als die von FFP2-Atemschutzmasken, aber dennoch beachtlich. Ein Mund-Nasen-Schutz verhindert einerseits das Auftreffen makroskopischer Tröpfchen auf die Mund- und Nasenschleimhaut des Trägers und ist andererseits in der Lage, einen großen Teil der Aerosol-Tröpfchen (die Viren und Bakterien tragen können) zu filtern. Eine Mund-Nasen-Maske nach Typ I muss mindestens 95 Prozent, eine Maske nach Typ II mindestens 98 Prozent dieser Tröpfchen filtern (siehe Abschnitt zur Einteilung) und reduziert somit die Viruslast der eingeatmeten Luft erheblich. Im Gegensatz zur FFP2-Atemschutzmaske wird diese Wirkung allerdings durch ungefilterte Luft, die an den seitlichen Rändern mit angesaugt wird, je nach dem Sitz der Maske mehr oder weniger stark herabgesetzt.
Neben der Reduzierung der Viruslast der eingeatmeten Luft kann ein Mund-Nasen-Schutz den Gesichtsbereich vor Berührungen mit kontaminierten Händen schützen.
Bei der Untersuchung, Behandlung und Pflege von Patienten kann der vom Personal getragene Mund-Nasen-Schutz sowohl dem Schutz der Patienten wie auch dem Eigenschutz dienen. Er fängt Tröpfchen auf, die vom Träger beim Sprechen und Husten abgegeben werden und infektiöses Material enthalten können.
Zugleich schützt er das Personal vor Spritzern von Körpersekreten und verhindert gegebenenfalls, dass Erreger versehentlich mit den Händen in den eigenen Mund-Nasen-Bereich übertragen werden. Zum Schutz der Augen trägt das Personal in manchen Fällen zusätzlich Schutzbrillen oder Visiere, beispielsweise bei der Versorgung von Patienten mit einer Influenza-Infektion oder während einer Operation.
Mit Schlierenfotografie lässt sich sichtbar machen, wie das Tragen eines Mund-Nasen-Schutzes die Strömungen der Atemluft verlangsamt (siehe Video rechts).

### Studien zur Wirksamkeit
Obwohl die Wirksamkeit des Mund-Nasen-Schutzes als Hygienemaßnahme kaum angezweifelt wird, war die Datenlage mit randomisierten Vergleichsuntersuchungen, die dies statistisch zweifelsfrei nachweisen, bis vor kurzem eher dürftig. Eine experimentelle Studie im Auftrag des niederländischen Gesundheitsministeriums kam 2008 zu dem Ergebnis, dass jede Art von Mund-Nasen-Schutz, selbst bei ungenügendem Sitz oder bei improvisiertem Material, die Aerosolexposition reduziere. Gerade beim Sprechen könne dadurch das Risiko einer Tröpfcheninfektion effektiv gesenkt werden und sei daher eine sinnvolle Ergänzung zu den anderen Hygienemaßnahmen.
Während der COVID-19-Pandemie wurden zahlreiche Studien durchgeführt. Eine im April 2020 veröffentlichte Studie konnte nachweisen, dass auch einfache medizinische Schutzmasken aus drei Schichten (in der Studie die Maske Kimberly-Clark, cat. no. 62356) die Abgabe von Viren (wie dem Influenza- oder dem saisonalen Corona-Virus) durch Tröpfchen und Aerosole effektiv verringern können. Die Bedeutung von Gesichtsmasken zur Reduzierung der Ausbreitung des SARS-CoV-2 wurde seither oft bestätigt, zum Beispiel durch eine Publikation im Mai 2020.
In einer im Januar 2023 veröffentlichten Metastudie waren sich die Forscher nicht sicher, ob das Tragen von Masken dazu beiträgt, die Verbreitung von Atemwegsviren einzudämmen. Verglichen mit dem Tragen keiner Maske, mache das Tragen einer medizinischen oder chirurgischen Maske möglicherweise nur einen geringen oder gar keinen Unterschied in Bezug auf die Anzahl der Personen, die sich eine grippeähnliche Erkrankung/COVID‐ähnliche Erkrankung zuziehen (9 Studien; 276.917 Personen). Jedoch sind bei der Interpretation dieser Ergebnisse Einschränkungen und Fehlerquellen der zugrundeliegenden Studien zu bedenken, so unter anderem die Qualität und die mögliche Selbstkontamination der Masken.

## Einsatzgebiete

### Reinräume

Gebotszeichen M016 nach DIN EN ISO 7010 für den Arbeitsplatz: Maske benutzen

In Reinräumen der Medizin und Pharmakologie, beispielsweise für die Sterilgutaufbereitung oder der Bakterienanzucht, wird oft ein Mund-Nasen-Schutz eingesetzt, damit keine Sekrettröpfchen auf rein zu haltende Oberflächen und Kulturen gelangen, was sonst das Messergebnis verfälschen würde.
In Produktionsstätten der Halbleiterproduktion verhindern sie, dass Salzkristalle aus der Atemluft auf die Wafer gelangen und den Halbleiter dotieren.

### Gesundheitswesen
Neben der Anwendung in Reinräumen (siehe oben) werden von der Kommission für Krankenhaushygiene und Infektionsprävention bzw. der Deutschen Gesellschaft für Krankenhaushygiene für verschiedene Anlässe und Maßnahmen empfohlen, dass das jeweilige Gesundheitspersonal einen Mund-Nasen-Schutz trägt. Darunter fällt zum Beispiel der Umgang mit Patienten, bei denen eine aerogen übertragbare Infektion festgestellt wurde, wie unter anderen Diphtherie, Keuchhusten oder Influenza, aber ebenfalls bei der Anlage eines zentralen Venenkatheters oder beim postoperativen Verbandwechsel.

#### Operationsräume
Bei Operationen an nichtinfektiösen Patienten verhindern standardisierte MNS-Masken, dass Tröpfchen aus Nase oder Mund des Personals in das OP-Gebiet gelangen können und dieses ungewollt kontaminieren. Die potenziell kontaminierte Atemluft des Personals, die um die Masken herum strömt, ist hier kein Problem, weil diese durch eine Reinluftanlage über dem OP-Tisch strömungstechnisch vom Patienten ferngehalten wird.
Bei Operationen an infektiösen Patienten trägt der Chirurg zusätzlich zum MNS einen medizinischen Gesichtsschutz, um sich selbst zu schützen. Auch bei ambulanten Operationen oder Probennahmen an infektiösem Gewebe z. B. Exzisionen wird ebenfalls ein MNS dringend empfohlen.
Die Kommission für Krankenhaushygiene und Infektionsprävention (KRINKO) fordert für den Operationsbereich, dass der Mund-Nasen-Schutz ausreichend groß ist, um Mund und Nase zu bedecken. Er muss eng am Gesicht anliegen, Barthaare müssen vollständig abgedeckt sein. Er soll vor dem Betreten des Operationsraumes mit vorher desinfizierten Händen angelegt werden, wenn „die sterilen Instrumente bereits gerichtet sind, eine OP demnächst beginnen wird oder eine OP durchgeführt wird“. Vor jeder Operation, bei sichtbarer Verschmutzung oder Durchfeuchtung oder nach spätestens zwei Stunden soll der MNS erneuert werden; nach dem Maskenwechsel ist eine hygienische Händedesinfektion durchzuführen.

### Verwendung in der Öffentlichkeit als Präventionsmaßnahme

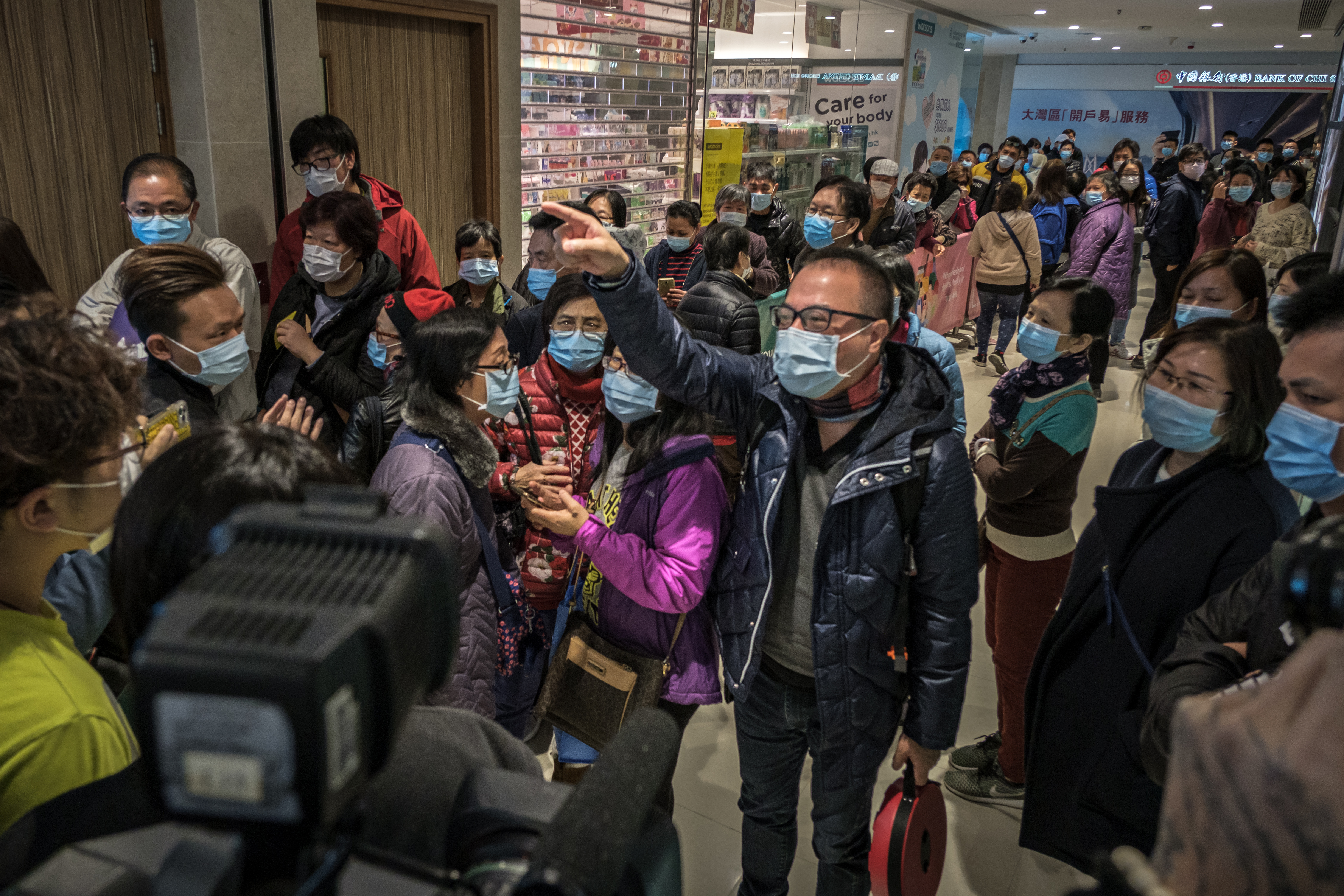
In Asien ist das Tragen von Hygienemasken in der Öffentlichkeit weit verbreitet

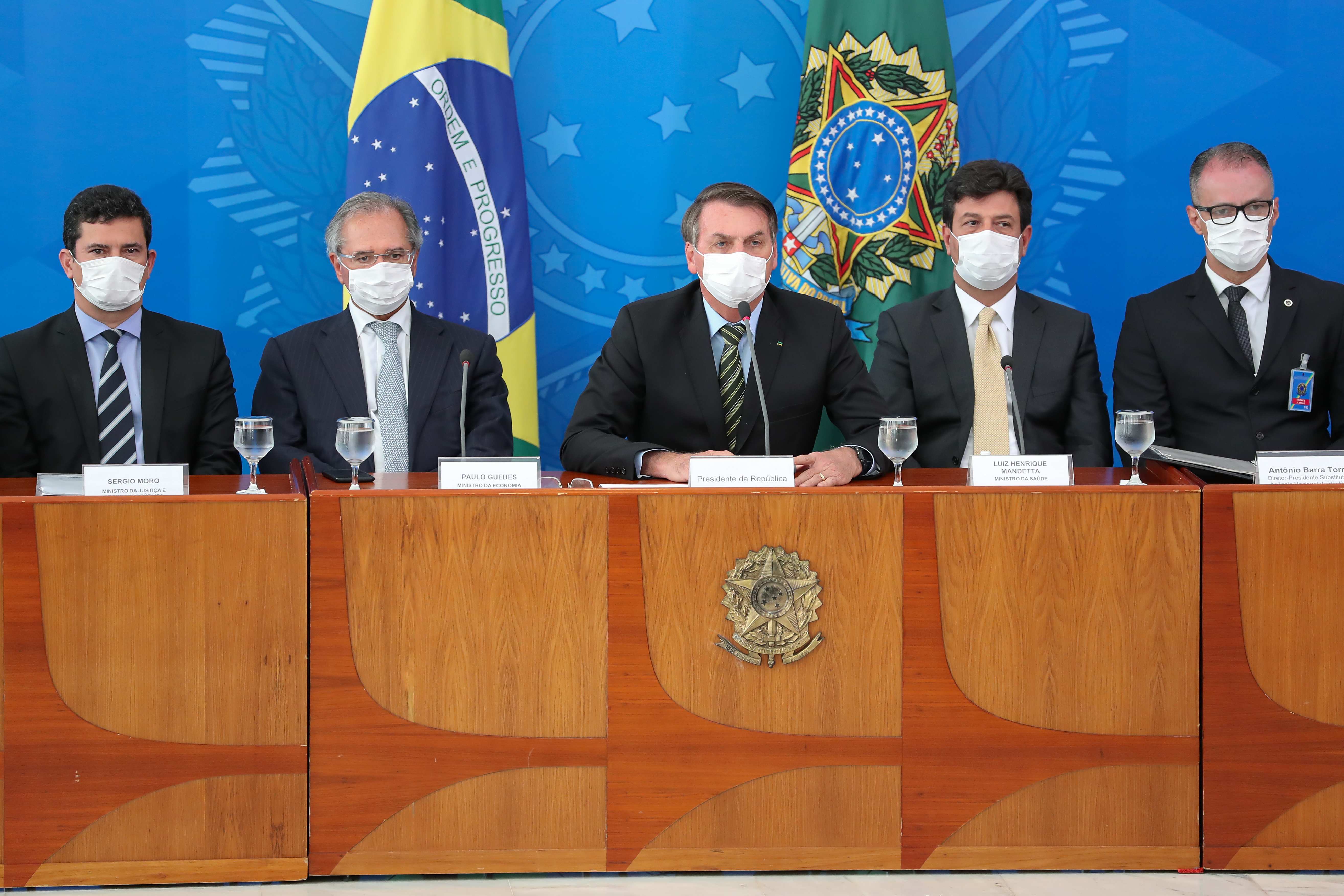
Verwendung von Halbmasken bei einer Pressekonferenz von Jair Bolsonaro zur Coronakrise (März 2020)

Viele Infektionskrankheiten werden durch Tröpfcheninfektion übertragen.
In Asien gilt es als ein Akt der Höflichkeit, als Kranker eine Mund-Nasen-Maske zu tragen; doch wird sie ebenfalls wegen der Luftverschmutzung verwendet. Das Tragen von medizinischem Mund-Nasen-Schutz in der Öffentlichkeit war in asiatischen Ländern wie China, Korea oder Japan schon vor der COVID-19-Pandemie weit verbreitet.

#### Verwendung während der COVID-19-Pandemie
COVID-19 ist eine Infektion, die mit respiratorischen Viren (SARS-CoV-2) durch Tröpfchen und Aerosole übertragen wird. Eine Übertragung kann geschehen, ohne dass die übertragenden Personen etwas von ihrer Infektion wissen, weil sie entweder noch keine Symptome zeigen (präsymptomatische Übertragung innerhalb der Inkubationszeit von durchschnittlich 5 bis 6 Tagen) oder gar keine Symptome entwickeln werden. Zur Eindämmung von Ansteckungen ist es deshalb angezeigt, dass auch symptomfreie Menschen überall dort eine Mund-Nasen-Maske tragen, wo es in der Öffentlichkeit zu häufigen Kontakten kommt, also etwa in Geschäften und öffentlichen Verkehrsmitteln. Im März 2020 empfahlen Mediziner aus Hongkong aufgrund guter Erfahrungen in Asien, das Tragen von Masken auch in anderen Ländern einzuführen. Auch der Virologe Alexander Kekulé vermutet, dass das weit verbreitete Tragen von Schutzmasken dort einen schlimmeren Ausbruch verhindern konnte.
Während der COVID-19-Pandemie wurde in vielen Ländern eine Maskenpflicht eingeführt. Da die Produktionsstätten in Asien den weltweiten Bedarf nicht sofort decken konnten, wurden Anleitungen für selbstgemachte Behelfs-Mund-Nasen-Masken (Alltagsmasken, Community-Masken) veröffentlicht. Bis Anfang 2021 entsprachen auch behelfsmäßige Alltagsmasken aus Stoff der Maskenpflicht in der Öffentlichkeit, die allerdings nicht gewerblich „als Medizinprodukte oder Gegenstände persönlicher Schutzausrüstung in Verkehr gebracht und nicht mit entsprechenden Leistungen oder Schutzwirkungen ausgelobt werden“ dürfen, sondern ausschließlich im nicht-medizinischen Umfeld genutzt werden sollten. Seit dem Beschluss von Bundeskanzlerin und Länderregierungschefs vom 19. Januar 2021 galt bundesweit, dass in öffentlichen Verkehrsmitteln sowie in Geschäften eine medizinische Maske („sogenannte OP-Masken oder auch Masken der Standards KN95/N95 oder FFP2“) getragen werden musste. Die Maskenpflicht im öffentlichen Fernverkehr wurde zum 2. Februar 2023 in ganz Deutschland aufgehoben. Im Gesundheits- und Pflegebereich bleibt die Pflicht noch bestehen: Bundesweit müssen Besucher von Krankenhäusern, Pflegeeinrichtungen, Arzt- und Zahnarztpraxen bis zum 7. April 2023 weiterhin eine  FFP2-Maske tragen.

### Ungeeignete Einsatzbereiche für MNS

Ein US-Soldat bei einer Übung zur Reaktion auf eine „schmutzige Bombe“ (Juni 2011). Die Hygienemaske würde im Ernstfall allerdings keinen nennenswerten Schutz vor radioaktiv belastetem Staub bieten.

Bei der Behandlung von Quarantänepatienten mit hochinfektiösen Krankheiten wie offener Tuberkulose oder Masern reicht ein MNS nicht aus. In diesen Fällen soll mindestens eine Atemschutzmaske der Klasse FFP2 getragen werden, auf Sonderisolierstationen ist eine komplett dichtschließende Schutzausrüstung erforderlich.

## Anwendung und Wiederverwendbarkeit
Für die Verwendung medizinischen Mund-Nasen-Schutzes in Deutschland hat das Bundesinstitut für Arzneimittel und Medizinprodukte Empfehlungen herausgegeben. In der Regel muss ein Mund-Nasen-Schutz als Einwegartikel nach der Benutzung entsorgt werden.

### Ausnahmeregelung in Deutschland
Im Zusammenhang mit der COVID-19-Pandemie in Deutschland entstanden Lieferengpässe, so dass das Robert Koch-Institut (RKI) eine vorläufig bis zum 31. August 2020 gültige Handlungsoption zum ressourcenschonenden Einsatz von Mund-Nasen-Schutz (MNS) und FFP-Atemschutzmasken in Einrichtungen des Gesundheitswesens erstellte, in Abstimmung mit dem Ad-Hoc-Arbeitskreis zum SARS-CoV-2 des Ausschusses für Biologische Arbeitsstoffe (ABAS) und in Zusammenarbeit mit dem Bundesministerium für Arbeit und Soziales (BMAS):
Laut der Vorlage des BMAS und des Bundesministeriums für Gesundheit (BMG) für den Krisenstab der Bundesregierung vom 31. März 2020 kann MNS zwecks Fremdschutz im Stationsalltag, in Ambulanzen oder Pflegeeinrichtungen ohne Dekontamination wiederverwendet werden; vorausgesetzt wird dazu ein personalisierter Einsatz. Für einen Einsatz im OP oder bei interventionellen Eingriffen wird eine Wiederverwendung ausgeschlossen. Außerdem wurde die Ausnahmeregelung auf maximal sechs Monate befristet.
Demnach besteht die Möglichkeit, MNS und FFP-Masken in „ausgerufenen Notfallsituationen“ unter bestimmten Voraussetzungen wiederzuverwenden. Nötig ist im Vorfeld eine „fachkundige Gefährdungsbeurteilung bzw. Risikobewertung durch den Arbeitgeber vor Ort unter Berücksichtigung der lokalen Gegebenheiten unter Einbeziehung des Hygienefachpersonals, des betriebsärztlichen Dienstes und gegebenenfalls in Rücksprache mit dem zuständigen Gesundheitsamt.“ Eine sichere Handhabung ist erforderlich, um das Infektionsrisiko für Beschäftigte gering zu halten. Unter anderen gelten folgende Maßnahmen:
- Ein MNS darf während einer Schicht nur durch dieselbe Person und patientenbezogen wiederverwendet werden, jedoch nicht „nach Tätigkeiten an infektiösen Patienten mit ausgeprägter Exposition zu Aerosolen“, wie sie z. B. während einer Bronchoskopie oder beim Absaugen der Atemwege entstehen.
- Der MNS muss bei – auch nur vermuteter – Kontamination bzw. Durchfeuchtung sofort gewechselt werden.
- Beim Absetzen des MNS sollte eine Kontamination des MNS (vor allem der Innenseite) bzw. eine Kontamination des Gesichtes verhindert werden.
- Nach dem Absetzen sollte der MNS trocken an der Luft an einer für Publikumsverkehr nicht zugänglichen Ablagemöglichkeit aufbewahrt werden, ohne dass die Innenseite des MNS kontaminiert wird oder Verschleppungen auf andere Oberflächen stattfinden.
- Der gebrauchte MNS muss eindeutig einer Person zuzuordnen sein (z. B. durch Markierung der Maske), um ein Tragen durch andere Personen auszuschließen.
- Vor dem erneuten Aufsetzen des MNS ist darauf zu achten, dass die Innenseite des Filtervlieses nicht berührt wird, um eine Verschleppung der Erreger von der kontaminierten Außenfläche auf die Innenfläche zu verhindern.
- Der Ort, an dem die Zwischenlagerung erfolgte, ist unmittelbar nach Entnahme des MNS sachgerecht zu desinfizieren.

### Dekontamination
Zur Dekontamination von Mund-Nasen-Schutz wurde vorübergehend eine Hitzeinaktivierung mittels trockener Hitze bei 65 bis 70 °C für 30 Minuten empfohlen. Im Mai 2020 erklärte der Krisenstab Atemschutzmasken des Bundesgesundheitsministeriums, dass das beschriebene Verfahren nicht mehr empfohlen werden könne. Nötig sei möglicherweise eine höhere Temperatur und eine längere Zeit.

## Geschichte

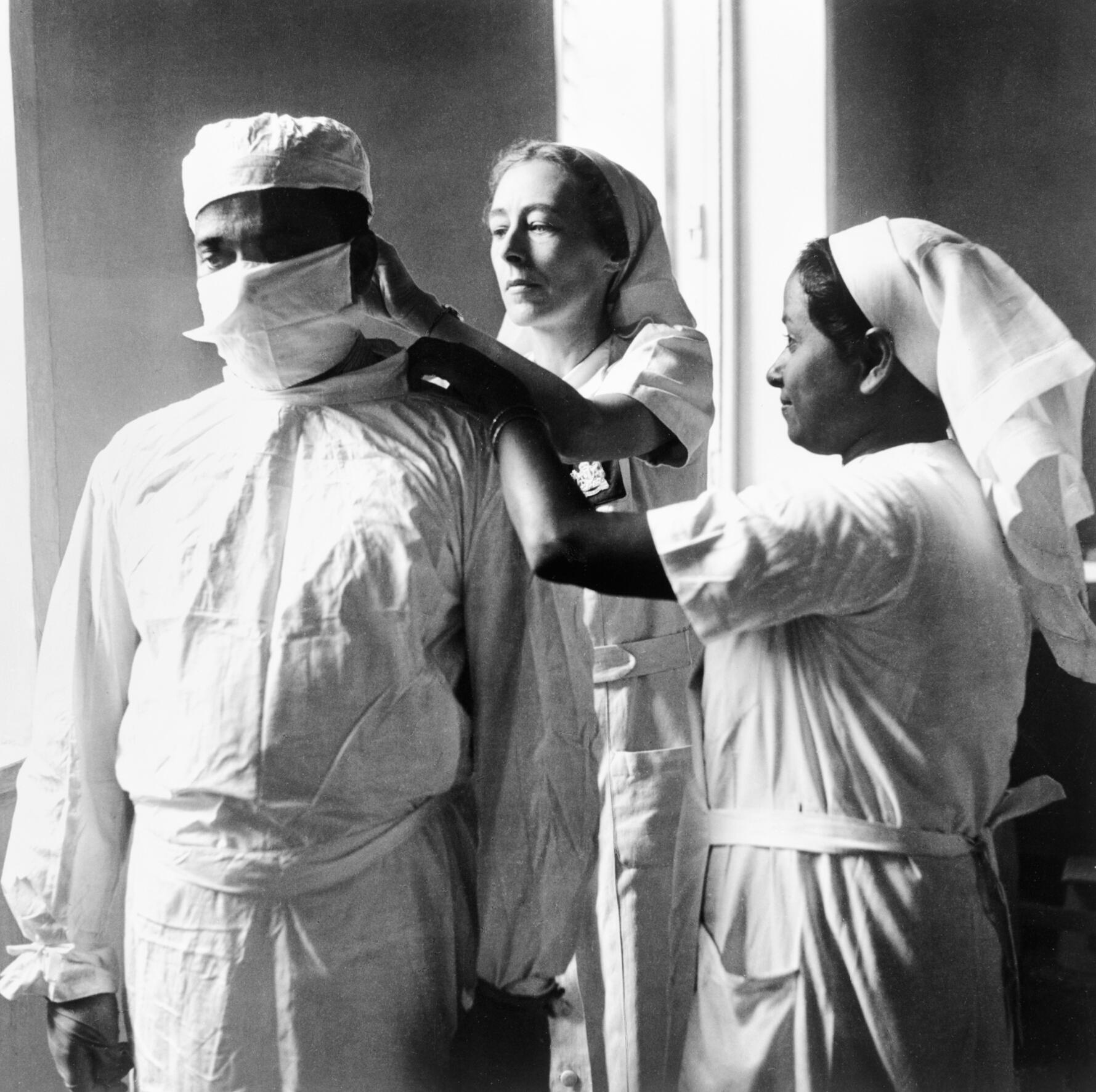
Vorläufermodell eines MNS 1944 in Kalkutta

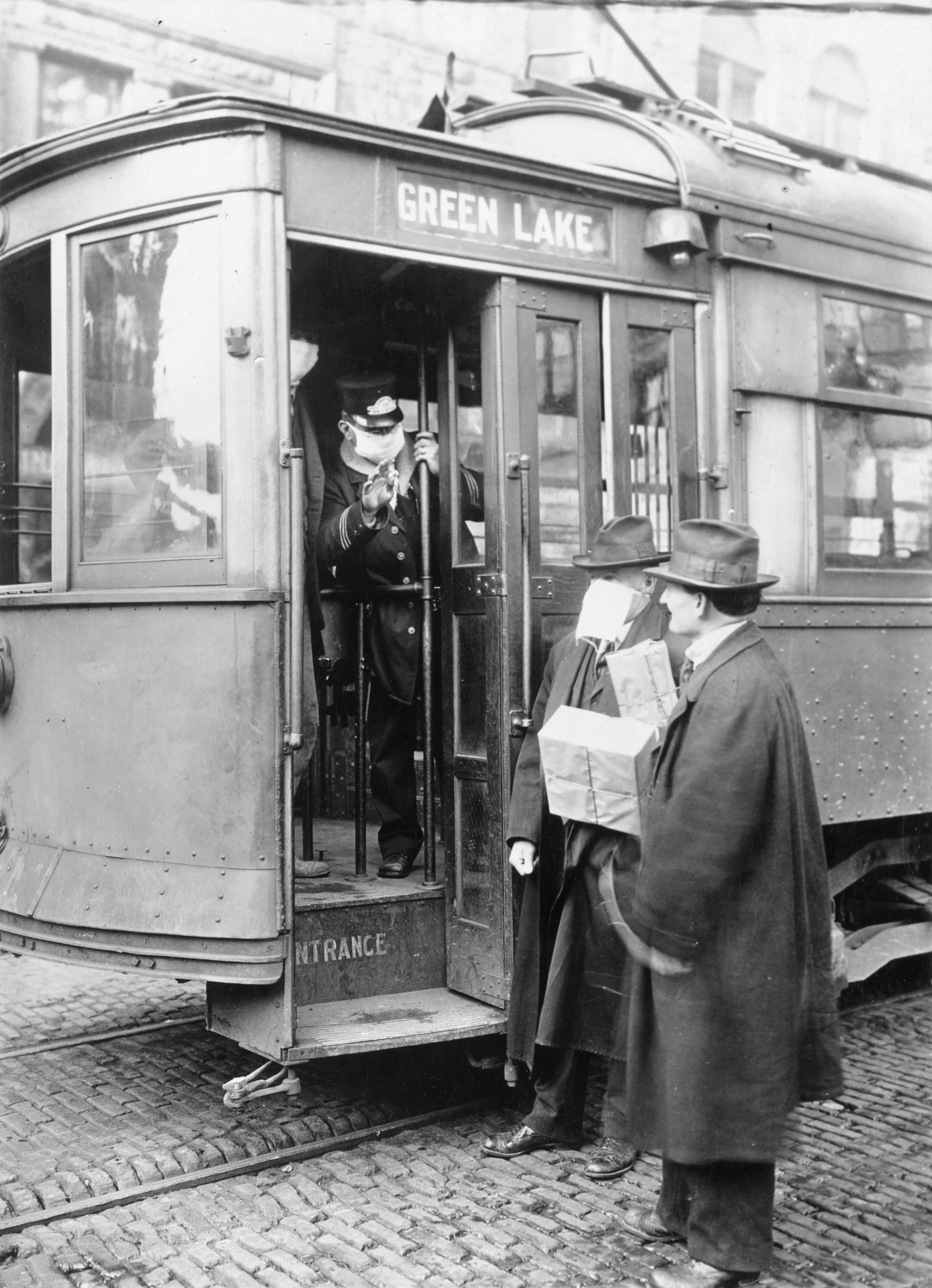
Einem Passagier ohne Mund-Nasen-Bedeckung wird während der Spanischen Grippe 1918 in Seattle die Mitfahrt verweigert
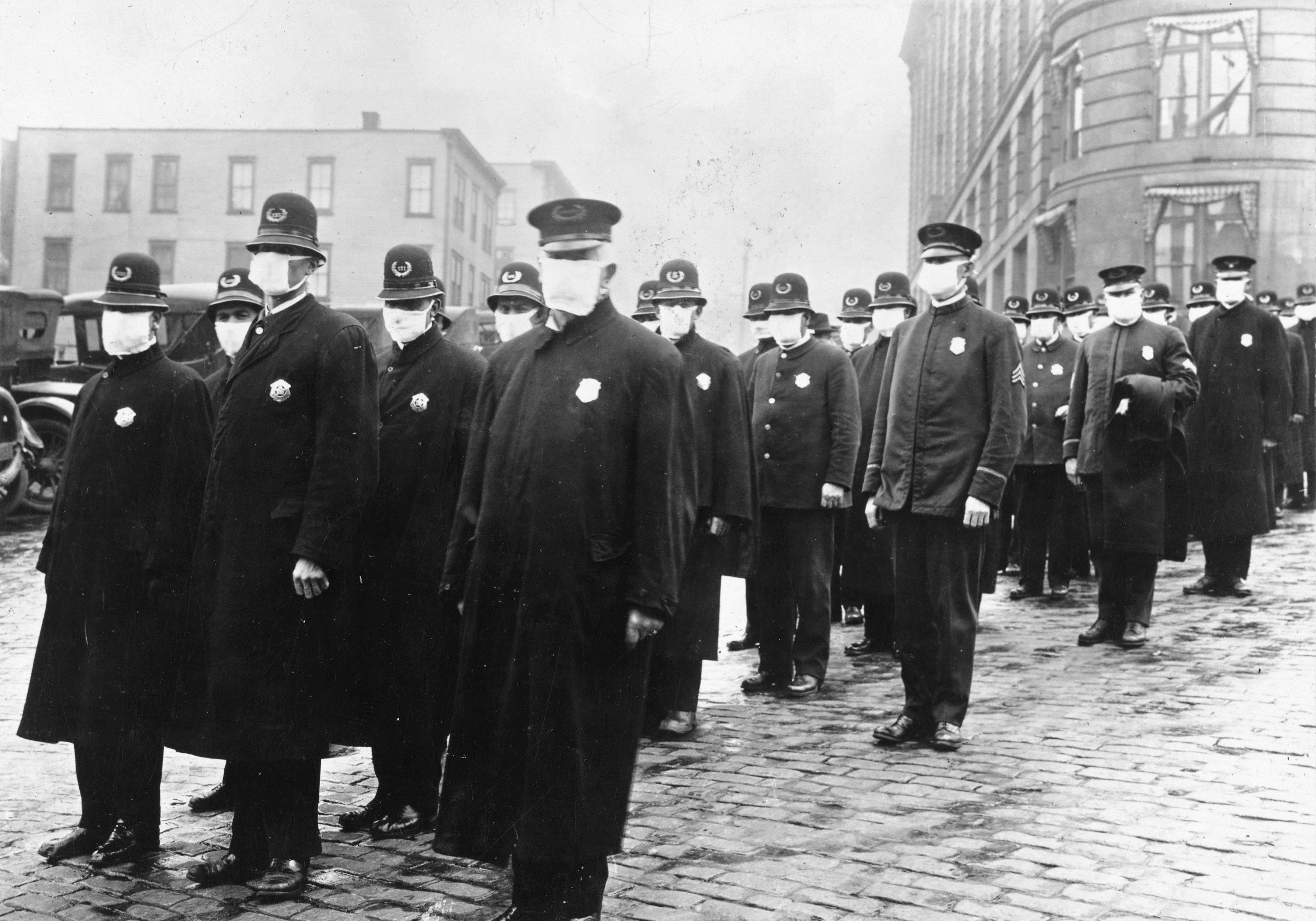
Die damaligen Polizisten tragen ebenfalls Halbmasken